# محمد شيحاني
محمد شيحاني (1982 المغرب) هو لاعب كرة قدم مغربي.

## روابط خارجية
- محمد شيحاني على موقع قاعدة بيانات كرة القدم.إي يو (الإنجليزية)
- محمد شيحاني على موقع ناشيونال فوتبول تيمز (الإنجليزية)